# Derek Farrant
Derek Farrant (St Leonards-on-Sea, 9 de septiembre de 1929) es un expiloto británico, que compitió en el Campeonato del Mundo de Motociclismo, desde 1953 hasta 1954.

## Estadísticas
| Posición | 1 | 2 | 3 | 4 | 5 | 6 |
| Puntos   | 8 | 6 | 4 | 3 | 2 | 1 |

(carreras en cursiva indica vuelta rápida)
| Año  | Clase | Moto   | 1       | 2       | 3       | 4     | 5     | 6       | 7     | 8     | 9     | Pts | Pos  |
| ---- | ----- | ------ | ------- | ------- | ------- | ----- | ----- | ------- | ----- | ----- | ----- | --- | ---- |
| 1953 | 350cc | AJS    | IOM 6   | NED -   | BEL Ret |       | FRA - | ULS -   | SUI 5 | NAT - |       | 3   | 15.º |
| 1953 | 500cc | AJS    | IOM Ret | NED -   | BEL Ret |       | FRA - | ULS 5   | SUI 6 | NAT - | ESP - | 3   | 14.º |
| 1954 | 350cc | AJS    | FRA -   | IOM 2   | ULS -   | BEL - | NED - | RFA 7   | SUI 8 | NAT - | ESP - | 6   | 12.º |
| 1954 | 500cc | Norton | FRA -   | IOM Ret | ULS -   | BEL - | NED - | RFA Ret | SUI 6 | NAT - | ESP - | 1   | 25.º |